# Posto di blocco intermedio

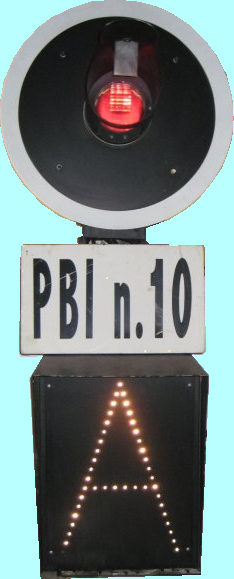
Segnale tipico di un posto di blocco intermedio su linea con BCA

Il posto di blocco intermedio (acronimo PBI) è un posto di blocco ferroviario, munito di propri segnali, istituito fra due stazioni dividendo in due (o più) parti il tratto di linea che le collega, allo scopo di aumentare il numero di sezioni di blocco aumentando così la potenzialità della tratta ferroviaria.
Tra due stazioni, il numero massimo di posti di blocco intermedio su linee con blocco elettrico conta-assi è di due, ad eccezione per linee attrezzate con blocco conta-assi multisezione (come avviene ad esempio sulla ferrovia Roma-Fiumicino). 

## Caratteristiche

### Funzione
Un posto di blocco intermedio permette di inviare un treno a seguito di un altro, mantenendo sempre la distanza di sicurezza fra i due, senza dover attendere che il treno inviato per primo raggiunga e superi la successiva stazione; basterà infatti che venga liberata la prima delle sezioni di blocco il cui segnale di uscita si manterrà a via impedita fintanto che il treno che precede non abbia liberata del tutto la successiva sezione. Ad esempio, un tratto di linea compreso fra due stazioni e privo di posto di blocco intermedio corrisponde ad una sola sezione di blocco e quindi vi può circolare solo un treno per volta. Se tra le due si istituiscono due posti di blocco, si avranno tre sezioni; se la distanza è particolarmente lunga potranno essere istituite più sezioni ed inviati in successione più treni.
I posti di blocco intermedio, oltre alla funzione di distanziamento dei treni, possono proteggere passaggi a livello o punti singolari di linea, come raccordi, zone cadute massi o posti verifica boccole. 
Sulle linee esercitate con blocco conta assi, tutti i PBI sono muniti di una lettera "A" luminosa, la cui accensione garantisce l'esistenza della via libera di blocco elettrico, anche quando il segnale di prima categoria è disposto a via impedita, facilitando così le operazioni necessarie per il superamento da parte dei treni del segnale stesso a seguito di un ordine scritto denominato “nulla osta operazione supero rosso”.

### Funzione temporanea
In certi casi può essere installata in alcune stazioni per notificare la disabilitazione e l'impresenziamento della stessa, i cui segnali di partenza assolvono solamente la funzione di distanziamento. La disabilitazione di una stazione può essere programmata, ad orario o per un determinato periodo: in questi casi al posto del capostazione le funzioni di manovra dei segnali vengono assunte da un agente abilitato che prende il nome di Guardia blocco,qualora non vi fosse nessuno viene attivato l’impresenziamento che comporta l'accensione della "A". Esistevano in passato casi in cui i posto di blocco intermedio, su linee con blocco elettrico manuale, venivano istituiti in precedenza a passaggi a livello assolvendo così alla duplice funzione di posto di blocco e di protezione degli stessi; in questi casi l'agente posto a presenziamento che interviene anche nel distanziamento dei treni prende nome di Agente di guardia con funzione di Guardia blocco.

### Automatizzazione
In seguito all'automatizzazione del blocco su gran parte delle linee odierne i posto di blocco intermedio presenziati e a comando manuale sono stati sostituiti da PBA (posto di blocco automatico) con il segnalamento concatenato e disposizione a via libera automatica. Mantengono invece la loro caratteristica nel caso di regime di circolazione a blocco elettrico manuale oppure a blocco conta assi.

### Costituzione
Un posto di blocco intermedio è costituito da un segnale ferroviario "di 1ª categoria", che protegge la sezione di blocco a valle, da un segnale "di avviso" che informa il personale di macchina dei treni circa l'aspetto del predetto segnale di 1ª categoria e dalle attrezzature tecnologiche necessarie a controllare l'occupazione della sezione stessa, che variano a seconda del regime di circolazione in vigore (per esempio possono essere due pedali conta assi con relativi circuiti nel caso di BCA).